# Mesofiel hooiland

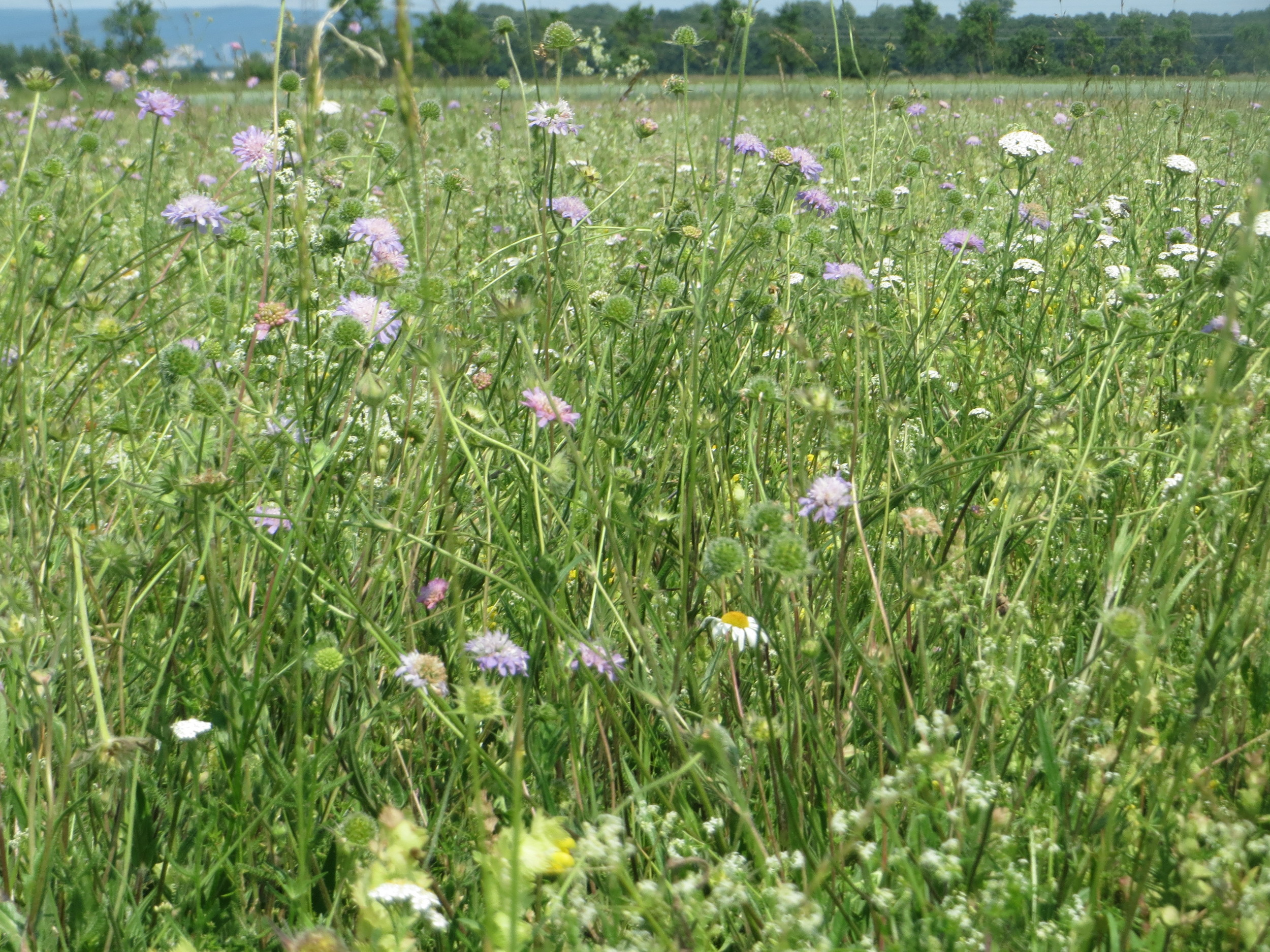
Glanshavergrasland met onder meer beemdkroon, gewone margriet en glad walstro

Het mesofiel hooiland is een karteringseenheid in de Biologische Waarderingskaart (BWK) van Vlaanderen en het Brussels Hoofdstedelijk Gewest met als code 'hu'.
In de vegetatiekunde wordt dit biotoop vertegenwoordigd door verschillende plantengemeenschappen uit de klasse van droge graslanden op zandgrond (Koelerio-Corynephoretea) en uit de klasse van matig voedselrijke graslanden (Molinio-Arrhenatheratea) .
Goed ontwikkelde mesofiele hooilanden worden gewaardeerd als 'Biologisch zeer waardevol'.

## Naamgeving, etymologie en codering
- BWK-code: hu
- Syntaxoncode (Nederland): 14Bc verbond van droge stroomdalgraslanden (Sedo-Cerastion), 16Ba02 associatie van grote pimpernel en weidekervel (Sanguisorbo-Silaetum), 16Bb glanshaver-verbond (Arrhenatherion elatioris), 16Bc02 associatie van ruige weegbree en aarddistel (Galio-Trifolietum), 14Bc verbond van droge stroomdalgraslanden (Sedo-Cerastion)
- Natura 2000-code: 6510 Laaggelegen schraal hooiland, 6120 Kalkminnend grasland op dorre zandbodem
- Corine biotope: 38.22 Prairies de fauche des plaines médio-européennes, 38.211 Atlantic Arrhenatherum grasslands, 38.212 Atlantic Alopecurus-Sanguisorba grasslands, 34.12 - Euro-Siberian pioneer calcareous sand swards
- Eunis Habitat Types: E2.22 Sub-Atlantic lowland hay meadows, E2.211 Atlantic Arrhenatherum grasslands, E2.212 Atlantic Alopecurus-Sanguisorba grasslands, E1.12 Euro-Siberian pioneer calcareous sand swards

## Kenmerken
Mesofiele hooilanden omvatten een waaier aan graslanden op plaatsen met een grote variatie aan fysische omstandigheden, zowel qua bodemtypes, bodemvochtigheid, grondwaterstanden en calciumcarbonaatgehaltes. De bodem is  meestal zwak zuur tot zwak basisch. Het gemeenschappelijk kenmerk is de abundantie van hoge grassen, schermbloemigen en composieten. Ze zijn dikwijls zeer soorten- en bloemenrijk. Ze worden vooral aangetroffen op hooilanden, hooiweiden en gemaaide wegbermen, maar ook begraasde graslanden komen voor.
Er worden verschillende subtypes onderscheiden, die echter niet altijd duidelijk te onderscheiden zijn en waartussen nog eens overgangen mogelijk zijn:
- Glanshavergraslanden komen vooral voor op voedselrijkere, min of meer vochtige standplaatsen op zandleem, leem of kleibodems, bij voorkeur kalkrijk, met een diepe grondwatertafel. Op zandgronden kunnen verarmde varianten van dit subtype gevonden worden. Kenmerkende soorten zijn onder andere de gewone glanshaver en de grote vossenstaart.

- Graslanden van het Grote vossenstaartverbond zijn daarentegen wel grondwaterafhankelijk, en worden zelfs periodiek overstroomd. Ze worden aangetroffen in broeken en meersen. Ze worden van het vorige subtype onderscheiden door het voorkomen van weidekervel en weidekervel-torkruid.

- Het Grote pimpernelgrasland is voor wat betreft de grondwaterstand intermediair tussen beide voorgaande, en wordt gekenmerkt door het voorkomen van grote pimpernel.

- Kamgrasgraslanden op kalkrijke bodem vormen de overgang tussen graslanden van het kamgras-verbond, die we terugvinden in het soortenrijk permanent cultuurgrasland (hp*), en van het kalkgraslanden (hk). Ze zijn niet grondwaterafhankelijk maar worden, in tegenstelling tot de andere subtypes, meestal begraasd. In dergelijke omstandigheden vinden we tredbestendige soorten van de associatie van ruige weegbree en aarddistel (Galio-Trifolietum) zoals de ruige weegbree en de ruige leeuwentand, naast typische kalkminnende soorten als de kleine pimpernel en de grote centaurie.

- Droge stroomdalgraslanden zijn open of gesloten, bloemrijke graslanden op de zandige oeverwallen en dijken. Ze vereisen een basenrijke bodem die op peil wordt gehouden door de winterse overstromingen van de rivier.

## Verspreiding en voorkomen
Goed ontwikkelde mesofiele hooilanden zijn vrij zeldzaam in Vlaanderen. Door de intensivering van de landbouw en het omzetten van hooilanden in weilanden en akker, zijn de meeste van deze graslanden omgezet in soortenrijk permanent cultuurgraslanden (hp*). 
Grote oppervlaktes soortenrijke glanshavergraslanden vinden we vooral nog terug in de valleien van de grotere rivieren, waar nog een hooilandbeheer wordt uitgevoerd. Verarmde gemeenschappen van het glanshaver-verbond komen vaak voor op bermen en dijken in de hele regio.
Kamgraslanden op kalkrijk bodem komen enkel voor in Zuid-Limburg en in de Voerstreek, droge stroomdalgraslanden in de Limburgse Maasvallei.

## Soortensamenstelling
In deze vegetatie zijn de boom- en struiklaag steeds afwezig. De kruidlaag is dominant, met zowel grassen, grasachtige planten als kruiden. Een moslaag is meestal zeer beperkt.
| Indicatief / Begeleidend | Triviale naam        | Botanische naam            | Opmerking                                                              | Afbeelding |
| ------------------------ | -------------------- | -------------------------- | ---------------------------------------------------------------------- | ---------- |
| I                        | Gewone glanshaver    | Arrhenatherum elatius      | Subtype Glanshavergrasland                                             |            |
| I                        | Grote vossenstaart   | Alopecurus pratensis       | Subtype Glanshavergrasland                                             |            |
| I                        | Beemdkroon           | Knautia arvensis           | Subtypes Glanshavergrasland, Kamgrasgrasland op kalkrijke bodem        |            |
| I                        | Beemdooievaarsbek    | Geranium pratense          | Subtype Glanshavergrasland                                             |            |
| I                        | Groot streepzaad     | Crepis biennis             | Subtype Glanshavergrasland                                             |            |
| I                        | Grote bevernel       | Pimpinella major           | Subtype Glanshavergrasland                                             |            |
| I                        | Glad walstro         | Galium mollugo             | Subtype Glanshavergrasland                                             |            |
| I                        | Rapunzelklokje       | Campanula rapunculus       | Subtype Glanshavergrasland                                             |            |
| I                        | Goudhaver            | Trisetum flavescens        | Subtype Glanshavergrasland                                             |            |
| I                        | Gele morgenster      | Tragopogon pratensis       | Subtype Glanshavergrasland                                             |            |
| I                        | Knoopkruid           | Centaurea jacea            | Subtype Glanshavergrasland                                             |            |
| I                        | Gewone margriet      | Leucanthemum vulgare       | Subtype Glanshavergrasland                                             |            |
| I                        | Pastinaak            | Pastinaca sativa           | Subtype Glanshavergrasland                                             |            |
| I                        | Ruige leeuwentand    | Leontodon hispidus         | Subtypes Glanshavergrasland, Kamgrasgrasland op kalkrijke bodem        |            |
| I                        | Muskuskaasjeskruid   | Malva moschata             | Subtype Glanshavergrasland                                             |            |
| I                        | Knolsteenbreek       | Saxifraga granulata        | Subtype Glanshavergrasland                                             |            |
| I                        | Geel walstro         | Galium verum               | Subtypes Glanshavergrasland, Kamgrasgrasland op kalkrijke bodem        |            |
| I                        | Kattendoorn          | Ononis spinosa             | Subtype Glanshavergrasland                                             |            |
| I                        | Weidekervel-torkruid | Oenanthe silaifolia        | Subtype Grote vossenstaartverbond                                      |            |
| I                        | Weidekervel          | Silaum silaus              | Subtype Grote vossenstaartverbond                                      |            |
| I                        | Grote pimpernel      | Sanguisorba officinalis    | Subtype Grote pimpernelgrasland                                        |            |
| I                        | Gulden sleutelbloem  | Primula veris              | Subtype Kamgrasgrasland op kalkrijke bodem                             |            |
| I                        | Betonie              | Stachys officinalis        | Subtype Kamgrasgrasland op kalkrijke bodem                             |            |
| I                        | Ruige weegbree       | Plantago media             | Subtype Kamgrasgrasland op kalkrijke bodem                             |            |
| I                        | Kleine pimpernel     | Sanguisorba minor          | Subtypes Kamgrasgrasland op kalkrijke bodem, Droge stroomdalgraslanden |            |
| I                        | Wilde marjolein      | Origanum vulgare           | Subtype Kamgrasgrasland op kalkrijke bodem                             |            |
| I                        | Aarddistel           | Cirsium acaule             | Subtype Kamgrasgrasland op kalkrijke bodem                             |            |
| I                        | Voorjaarszegge       | Carex caryophyllea         | Subtype Kamgrasgrasland op kalkrijke bodem                             |            |
| I                        | Zeegroene zegge      | Carex flacca               | Subtype Kamgrasgrasland op kalkrijke bodem                             |            |
| I                        | Bevertjes            | Briza media                | Subtype Kamgrasgrasland op kalkrijke bodem                             |            |
| I                        | Zachte haver         | Avenula pubescens          | Subtypes Kamgrasgrasland op kalkrijke bodem, Droge stroomdalgraslanden |            |
| I                        | Sikkelklaver         | Medicago falcata           | Subtype Droge stroomdalgraslanden                                      |            |
| I                        | Voorjaarsganzerik    | Potentilla tabernaemontani | Subtype Droge stroomdalgraslanden                                      |            |
| I                        | Echte kruisdistel    | Eryngium campestre         | Subtype Droge stroomdalgraslanden                                      |            |
| I                        | Veldsalie            | Salvia pratensis           | Subtype Droge stroomdalgraslanden                                      |            |
| I                        | Kaal breukkruid      | Herniaria glabra           | Subtype Droge stroomdalgraslanden                                      |            |
| I                        | Zacht vetkruid       | Sedum sexangulare          | Subtype Droge stroomdalgraslanden                                      |            |
| I                        | Tripmadam            | Sedum rupestre             | Subtype Droge stroomdalgraslanden                                      |            |
| I                        | Gewone steenraket    | Erysimum cheiranthoides    | Subtype Droge stroomdalgraslanden                                      |            |
| I                        | Heksenmelk           | Euphorbia esula            | Subtype Droge stroomdalgraslanden                                      |            |
| I                        | Harige ratelaar      | Rhinanthus alectrolophus   | Subtype Droge stroomdalgraslanden                                      |            |